# Чернега Леонід Олексійович
Леоні́д Олексі́йович Черне́га (нар. 8 лютого 1944) — український державний діяч, голова Одеської міської ради та міськвиконкому (березень 1992 — липень 1994).

## Біографія
Народився 8 лютого 1944 року. Закінчив Одеський інститут народного господарства.
Трудову кар'єру розпочинав на заводі «Киснево-зварювального машинобудування» («Кислородмаш»). Згодом працював другим секретарем Іллічівського райкому КПУ, головою Іллічівського райвиконкому Одеси, заступником голови Одеського міськвиконкому, який на той час очолював Валентин Симоненко.
У березні 1992 року, після того як Валентин Симоненко став представником Президента України в Одеській області, міська рада обрала Леоніда Чернегу головою міської ради та міськвиконкому (посада, аналогічна сучасному міському голові). Його головним суперником на виборах був Едуард Гурвіц, якого він переміг з невеликою різницею у 27 голосів (загальна кількість депутатів складала 420 осіб). За пропозицією Чернеги секретарем міськради було обрано Олександра Прокопенка.

## Період керівництва Одесою (1992–1994)
Період керівництва Леоніда Чернеги припав на складний етап пострадянської кризи. Економічна система зазнала краху, що супроводжувалося гіперінфляцією (у 1993 році вона досягла 10 000%), розгулом злочинності та банкрутством підприємств. У цей час в Україні були введені купоно-карбованці, які швидко знецінювалися.
Міська влада стикалася з численними проблемами, зокрема із затримками заробітної плати бюджетникам, станом житлового фонду, інженерних мереж та доріг. Однією з головних проблем була політична нестабільність та необхідність утримувати спокій у місті.
За часів керівництва Чернеги в Одесі розпочалася масова приватизація комунального майна. Комітет з приватизації очолював Олексій Костусєв. Також саме в цей період одесити отримали можливість приватизувати своє житло.
Незважаючи на складну ситуацію, культурне та спортивне життя в місті продовжувалося. У 1992 році футбольний клуб «Чорноморець» став першим володарем Кубка України.
На перших прямих виборах міського голови у 1994 році Леонід Чернега посів у першому турі третє місце, поступившись Едуарду Гурвіцу та Олексію Костусєву. У другому турі переміг Едуард Гурвіц.

## Подальша діяльність
Після поразки на виборах Леонід Чернега відійшов від активної політичної діяльності. За його словами, він прийняв таке рішення, щоб не посилювати політичне протистояння в місті, яке могло б зашкодити його розвитку.
Пізніше очолив одну з одеських будівельних компаній. Зокрема, його компанія займалася відновленням старих житлових будинків, наприклад, зруйнованого флігеля на вулиці Осипова, 4, та будинку на вулиці Середній, 35.